# Atolla wyvillei
Espèce
Atolla wyvillei,  aussi dénommée méduse Atolla, est une espèce de méduses des profondeurs appartenant à la famille des Atollidae. On la trouve dans tous les océans du monde. Comme beaucoup d'espèces vivant à ces profondeurs, elle est de couleur rouge vif. Cette espèce a été nommée en l'honneur de Sir Charles Wyville Thomson, chef de mission de l'expédition du Challenger.
Elle possède généralement 20 tentacules marginaux ainsi qu'un hypertrophié qui est plus long que les autres. On suppose qu'il facilite la capture des proies.
Cette espèce est bioluminescente. Lorsqu'elle est attaquée, elle produit une série de flashs dont la fonction est d'attirer les prédateurs qui seront alors plus intéressés par l'attaquant qu'à elle. Cela lui a valu le surnom de "méduse-alarme".
La biologiste marin Edith Widder a créé un appareil basé sur les flashs de détresse de la méduse Atolla appelé E-jelly, qui a été utilisé avec succès et a prouvé son efficacité pour appâter des animaux des grandes profondeurs rares et difficiles à observer afin de les filmer pour des documentaires. La façon qu'a l'appareil d'imiter le comportement de l'animal a été si efficace qu'elle a permis d'attirer un calamar géant lors d'une expédition financée par Discovery Channel et NHK qui cherchait à filmer cet animal.

## Description et caractéristiques
Le corps d'Atolla wyvilei a une forme de cloche et possède différents tentacules modérément longs le long de la cloche. Celle-ci fait entre 20 et 174 mm de diamètre selon l'âge et la taille du spécimen. Elle possède également un long tentacule appelé tentacule hypertrophié, qui a différentes fonctions, dont l'aide à la prédation et à la reproduction. Ces méduses n'ont ni système digestif, ni système respiratoire, ni système circulatoire, ni système nerveux central. Cela signifie qu'elle ne possède pas d'organe similaire à un cerveau.

## Habitat et répartition
Atolla wyvillei se retrouve dans tous les océans profonds de la planète (zone bathypélagique). Il y a eu des preuves de son existence à des profondeurs entre 1000 et 4 000 m dans ce qu'on appelle la Zone de Minuit (Midnight Zone en anglais).

## Comportement et écologie

### Reproduction
Atolla wyvillei peut se reproduire de deux façons différentes. Elle peut se reproduire de façon asexuée comme beaucoup d'autres espèces de méduses, ce qui implique le développement de polypes qui ensuite produisent des bourgeons qui deviennent des larves. Elle peut également se reproduire de façon sexuée car elle possède des gonades ; deux individus s'attachent entre eux par leur tentacule hypertrophié et se tirent entre eux afin de copuler.

### Alimentation
On a observé que cette méduse se nourrit de petits crustacés et d'autres nutriments planctoniques. Elle peut piéger ses proies grâce à son tentacule hypertrophié, ainsi que les attraper passivement en laissant son tentacule déployé pour attraper de la nourriture qui dérive au gré des courants dans son environnement comme du plancton.

### Bioluminescence
La bioluminescence (production de lumière visible par un être vivant) est un phénomène communément retrouvé chez les animaux marins vivant dans l'océan profond. Atolla wyvillei a développé une réponse adaptative afin de se protéger des prédateurs : lorsqu'elle est attaquée, elle produit une série de flashs bleus à une vitesse de propagation de 5 à 50 cm/s qui se propagent en vagues circulaires. C'est à cause de ces flashs bleus qu'Atolla wyvillei a été surnommée la "méduse-alarme". On suppose que le but de ces flashs est d'attirer un prédateur plus gros que celui qui attaque la méduse au départ afin d'apeurer ce dernier qui pourrait être alors attaqué par un nouveau prédateur plus gros, attiré par ces flashs de lumière bleue.

## Menaces
On a trouvé des preuves qu'Atolla wyvillei est menacé par certaines crevettes. De plus, un parent proche de cette méduse, de l'ordre des Coronatae, est consommée au Japon en tant que mets fin.